# Creació d'un videoclip
La producció d'un videoclip pot ser molt variada i molt diferent depenent del resultat que es vulgui obteniri del punt de partida, és a dir, si és una gran producció o no. Per tant, podríem diferenciar dos tipus de creació d'un videoclip:
Una gran producció: amb un gran pressupost, actors i figurant, un guió, una història i un gran equip de persones darrere.
Una petita producció: més simple, amb un pressupost més reduït. Però això no vol dir que visualment el resultat no sigui igual d'atractiu que el d'una gran producció.
Seguidament, veurem com i quins són els passos a seguir per una petita producció d'un videoclip.

## Localització
Escollir només una localització pot arribar a ser un risc, tot i que si és un lloc molt visual i atractiu i l'única seqüència permet ja molt moviment i activitat, pot acabar sent una bona opció.
Per assegurar-se d'obtenir un bon resultat, atractiu i entretingut, cal buscar entre dues i tres localitzacions on es portarà a terme la gravació de les seqüències. D'aquesta manera introduïm més ingredients, més matèria, moviment i talls; donant així molt més interès i fent el videoclip més entretingut.
Les dues localitzacions poden ser una en interior, a un estudi, i l'altra a l'exterior on convingui més (un espai natural, urbà, etc).

### Localització a l'exterior
La localització a l'exterior ha de causar un contrast amb la primera localització. Per exemple si és un entorn natural, que aporti llum i vida. Aprofitar una posta de sol, pot aportar calidesa i introduir-hi algun element com l'aigua o un bosc per expressar emocions, pot ser una bona idea.

### Localització a l'interior
Per aquesta localització no cal buscar un estudi professional, a qualsevol sala de casa teva, penjant-hi una tela d'un color uniforme blanc o negre, s'aconsegueix un resultat molt semblant. La importància també la té la il·luminació que es faci servir per aquest fons neutre. Per tenir una il·luminació bàsica però correcta per a la seqüència, es poden utilitzar dos llums de contra, és a dir, dos llums situats en diagonal davant l'element principal, il·luminant així el costat dret i el costat esquerre de l'escena per igual. Per acabar d'aconseguir una bona llum i uns bons contrastos, podem afegir-hi un altre llum frontal com contrapunt als llums principals.
Aquesta il·luminació seria la més estàndard, és a dir, depenent del resultat que es desitgi, la llum pot acabar sent molt diferent, arribant a utilitzar colors, contrastos marcats o il·luminacions parcials si aquest és el resultat que es vol.

## Enregistrament d'imatges
A l'hora de la gravació és important pensar que una càmera estàtica gravant no és el que més atrau, cal buscar moviment en tots els plans.
El material que es pot fer servir per aconseguir això pot ser des d'un carril lliscant per moure la càmera de manera suau i precisa, una steadycam per tenir un moviment estabilitzat però alhora totalment lliure o un trípode que et permeti situar la càmera en un punt fix però poder anar movent-la en el seu mateix eix (panoràmica).
A l'exterior també podem jugar amb el moviment, utilitzant tràvelings o panoràmiques, podem jugar amb enfocaments i desenfocaments, llums naturals interessants, reflexes, etc.
Per facilitar l'últim pas, el muntatge i edició, ens assegurarem d'enregistrar la cançó sencera, la seqüència completa en cada localització i de cada pla desitjat. Escoltar la cançó sencera (ja gravada prèviament a la creació del videoclip) mentre s'agafen les imatges, és la millor manera d'aconseguir una bona sincronització d'imatge i so.

## Muntatge
Per l'edició, el més ràpid i senzill de fer és col·locar totes les seqüències completes en diferents capes a l'editor de vídeo i així es podrà escollir la millor part de cada seqüència i completar la cançó sencera sense haver d'anar sincronitzant al mil·límetre cada petit moment de cada presa feta en diferents plans o localitzacions.